# 英雄 (2002年电视剧)
《英雄》是一部内地古装武侠剧，又名《天怒神剑》。由中国大陆影视界著名古装王子黄海冰和宁静、张静初主演，拍摄于2002年。

## 简介
明朝后半期，锦衣卫选拔考试，赵正、张震、朱大典三人武艺高强，被录取。三人也结拜为兄弟，赵正更是三人中突出的一位，胆识过人，侠义热忱。三人多次为朝廷立下功劳，被先皇赐于“锦衣三剑侠”的称号。皇帝驾崩后，三人又保护太子登上帝位，其后，三人更是与奸佞魏忠贤展开斗争。另外，赵正与叶敏，叶敏与皇上、赵正与反贼唐岚之间的感情又何去何从……
正所谓正义英雄三柄剑，锦衣儿女江湖情。

## 演员
- 黄海冰 饰 赵　正(锦衣卫指挥使)
- 宁　静 饰 唐　岚(义军领袖，女侠)
- 张静初 饰 叶　敏(叶向高之女)
- 苗海忠 饰 张　震
- 牟凤彬 饰 朱大典
- 刘　威 饰 魏忠贤
- 赵　阳 饰 太　子（明熹宗）
- 黄达亮 饰 叶向高(当朝首辅大臣)
- 徐　敏 饰 靖南王